# Куронь, Гражина
Гражи́на Куронь (пол. Grażyna Kuroń; 2 января 1940, Варшава — 23 ноября 1982, там же), она же Гая Куронь (пол. Gaja Kuroń), Гайка Куронь (пол. Gajka Kuroń) — польская диссидентка и правозащитница, активистка Солидарности, жена Яцека Куроня.

## Вместе с Яцеком Куронем
В 15-летнем возрасте Гражина Боруцкая познакомилась с 21-летним Яцеком Куронем в детско-юношеском летнем лагере. В 1959 году Яцек и Гражина поженились, через год у них родился сын Мацей.
Гражина Куронь получила образование психолога, работала в системе профессионального обучения. Яцек Куронь к тому времени уже являлся активным оппозиционером. Положение его жены было сопряжено с большими трудностями. Гражине Куронь отказывали в трудоустройстве, увольняли под любым предлогом.
В 1965 году Яцек Куронь и Кароль Модзелевский были арестованы и осуждены на 3 года заключения за публикацию «Открытого письма» к членам ПОРП. Гражина Куронь взяла на себя продолжение деятельности леводиссидентского клуба в Варшавском университете. Во время политического кризиса 1968 года организовала отправку денег и посылок политзаключённым.
Гражина Куронь никогда формально не состояла в КОС-КОР, но активно участвовала в деятельности Комитета. Она многое делала для поддержания связей заключённых с волей. Особенно интенсивно Гражина Куронь работала с жёнами уволенных или арестованных рабочих, помогала им правовыми консультациями и публичным информированием. 21 марта 1979 Гражина Куронь вместе с мужем, и сыном была жестоко избита агентами госбезопасности.

Это был безумец. Он так и писал о себе и своей жене — Гае: «Я был её безумием, она — моим рассудком». Он не вписывался в узкие рамки семейного счастья и всю жизнь рисковал: собой, женой, сыном. Она принимала его таким, какой он есть, и делала всё возможное для того, чтобы огонь этого уникального безумия не оборвался раньше времени.

Дмитрий Травин

В августе 1980 года Гражина Куронь прибыла на Гданьскую судоверфь и приняла участие в выработке 21 требования Межзаводского забастовочного комитета (Яцек Куронь в это время был изолирован госбезопасностью). Она сыграла важную роль в формулировании требования об освобождении политзаключённых.

## Заключение и кончина
15 декабря 1981 года, после введения военного положения Гражина Куронь была интернирована властями ПНР. В июне 1982 года освобождена по состоянию здоровья, лечилась в больнице Лодзи. Врачом Гражины был Марек Эдельман. Министр внутренних дел ПНР генерал Кищак сообщил Яцеку Куроню, что не имеет возражений против отъезда четы из Польши для лечения Гражины. Однако решение этого вопроса затянулось с обеих сторон.
23 ноября 1982 года Гражина Куронь скончалась от болезни лёгких. С декабря 1981 по ноябрь 1982 года она видела мужа лишь дважды. Яцек Куронь провёл с ней день за сутки до её кончины, после чего вновь был доставлен в места интернирования.

## Память
Гражина Куронь посмертно награждена Командорским крестом ордена Возрождения Польши.
История четы Куронь, жизнь Гражины и ранняя смерть в трудное для «Солидарности» время сделали её образ романтической легендой.